# أليسا ليو
أليسا ليو (ولدت في 8 أغسطس 2005) لاعبة تزلج على الجليد أمريكية، شاركة في العديد من بطولات التزلج وحققت بطلة كأس سي إس نيبيلهورن 2021، وبطلة كأس سي إس لومبارديا 2021 ، وبطلة الولايات المتحدة مرتين (2019 ، 2020). على مستوى الناشئين ، حصلت على الميدالية البرونزية في بطولة العالم للناشئين لعام 2020 ، والميدالية الفضية في نهائي سباق الجائزة الكبرى للناشئين 2019-20 ، وبطلة مرتين في سباق الجائزة الكبرى للناشئين ، والبطلة الوطنية الأمريكية للناشئين لعام 2018.